# Lál Bahádur Šastrí
Lál Bahádur Šastrí (2. října 1904 Mugalsaráj – 11. ledna 1966 Taškent) byl indický politik.

## Životopis
V letech 1964–1966 byl premiérem Indie, historicky druhým po Džaváharlálu Néhrúovi. V letech 1951–1956 byl ministrem železnic, 1961–1963 ministrem domácích záležitostí, 1964–1966 ministrem zahraničních věcí. V roce 1966 předsedal státní plánovací komisi. Byl představitelem strany Indický národní kongres. Již od 20. let patřil k blízkým spolupracovníkům Mahátma Gándhího i Džaváharlála Néhrúa. Jako premiér držel nehrúovskou linii jak v zahraniční (Hnutí nezúčastněných zemí), tak domácí politice (specifický nehrúovský socialismus). Roku 1965 řídil indická vojska ve válce s Pákistánem, posléze roku 1966 podepsal taškentskou mírovou dohodu. Den po jejím podpisu zemřel, což vyvolalo řadu pověstí a spekulací.